# Rogmocrypta elegans
Rogmocrypta elegans là một loài nhện trong họ Salticidae.
Loài này thuộc chi Rogmocrypta. Rogmocrypta elegans được Eugène Simon miêu tả năm 1885.